# Campanula lactiflora
Espèce
Classification APG III (2009)
Campanula lactiflora, qui a pour nom commun Campanule laiteuse ou Campanule à fleurs laiteuses, est une espèce eurasiatique de plante de la famille des Campanulaceae et du genre Campanula.

## Description
La campanule laiteuse est une plante herbacée vivace qui atteint des hauteurs de croissance de 40 à 150 centimètres. La plante forme un rhizome. La tige est densément feuillue. Les feuilles caulinaires sont courtes, sessiles, largement ovales-lancéolées, doublement dentelées et ciliées au bord. Les nombreuses fleurs sont pédonculées et disposées en grappes doubles. Les rameaux sont dressés. La couronne est large en forme de cloche, divisée jusqu'à la moitié et large de 15 à 25 mm. Le fruit de la capsule est dressé, ses pores sont situés juste en dessous du calice.
La période de floraison s'étend de juin à juillet, parfois jusqu'en août.
Le nombre de chromosomes est 2n = 34.

## Répartition
Campanula lactiflora est présente dans le nord-est de la Turquie, dans le Caucase et dans le nord-ouest de l'Iran dans les forêts humides, les prairies d'herbes hautes et les prairies subalpines à des altitudes de 600 à 2 500 mètres.

## Culture
La campanule laiteuse est rarement utilisée comme plante ornementale pour les massifs de vivaces et les bordures ligneuses. Elle est en culture depuis 1814 au plus tard. Il existe certaines variétés à couronne blanche, bleu lavande ou violet foncé. La variété Pouffe n'atteint que 25 cm de haut.

## Parasites
La feuille a pour parasites Coleosporium tussilaginis, Aleyrodes lonicerae, Liriomyza strigata (sv).

## Chimie
Campanula lactiflora contient des triterpènes.